# Afroeuropeo
Un afroeuropeo es un ciudadano europeo con antepasados históricamente trazables procedentes del África. Los orígenes de estas personas pueden estar en la propia África negra, producto generalmente de las migraciones recientes o en otros continentes, sobre todo América a raíz de la esclavitud trans-atlántica. También se considera Afro-europeos a las personas residentes en ciudades bajo soberanía europea en el continente africano como Ceuta o Melilla, aunque a estos también puede aplicárseles el término euroafricanos.
Se calcula que alrededor de 14,2 millones de afrodescendientes reside en Europa, cerca del 1,64 % de la población europea. De estos cerca de 6 a 8 millones residen en Francia. El resto principalmente está repartido entre los países de la Unión Europea, con Francia a la cabeza. Un artículo del diario The New York Times estimó a la población francesa de origen africano aproximadamente entre 7 y 8 millones de personas, incluyendo a los magrebíes,obviamente.

## Personalidades notables
Muchas figuras históricas europeas tienen ascendencia africana, entre ellos el poeta ruso Aleksandr Pushkin, el Padre António Vieira portugués, el poeta portugués Almada Negreiros, el militar portugués Joao Fernandes Vieira, el escritor francés Alejandro Dumas, el destacado violinista George Polgreen Bridgetower, músico Inglés Samuel Coleridge-Taylor y el activista inglés John Archer.

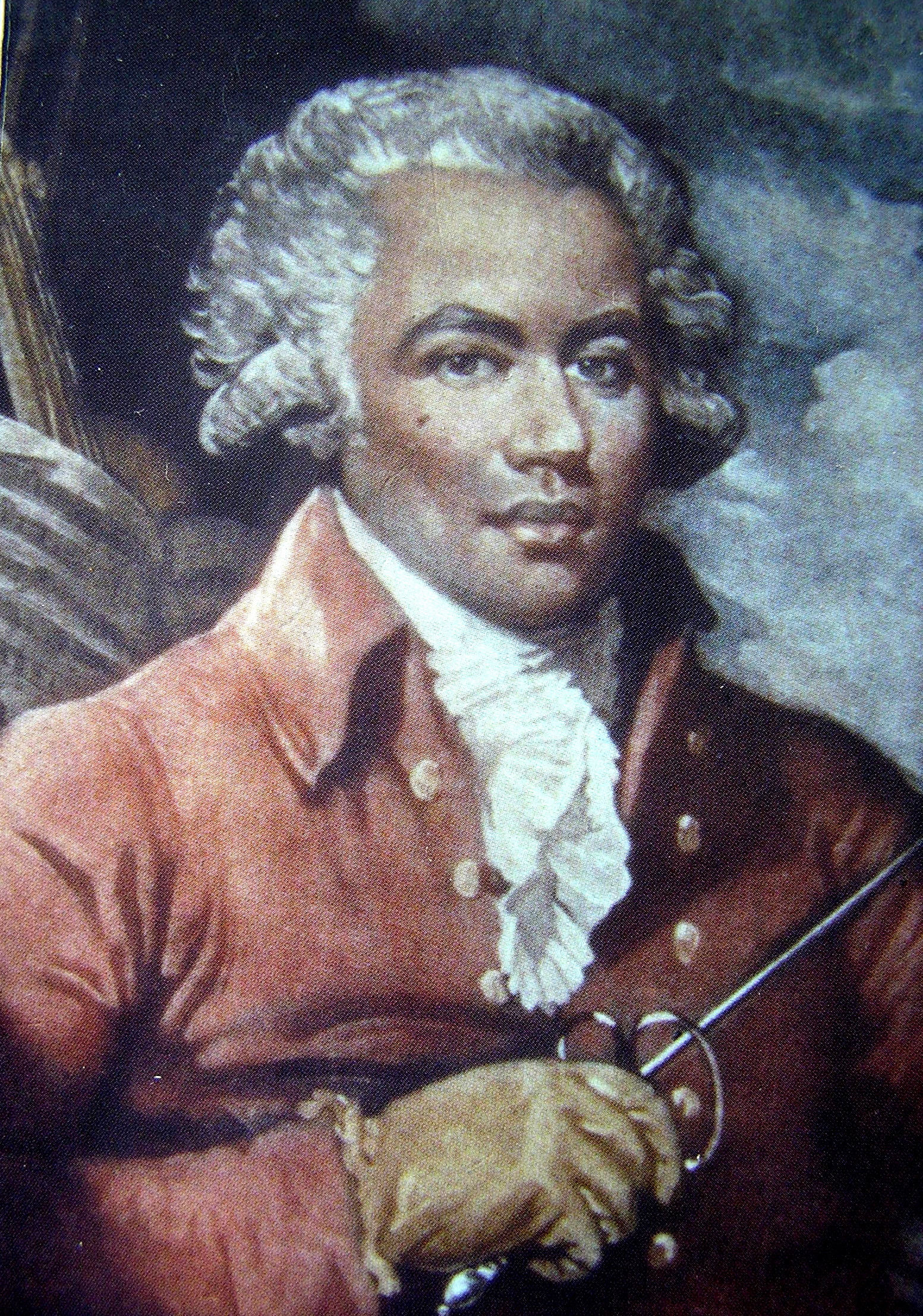
Chevalier de Saint-Georges
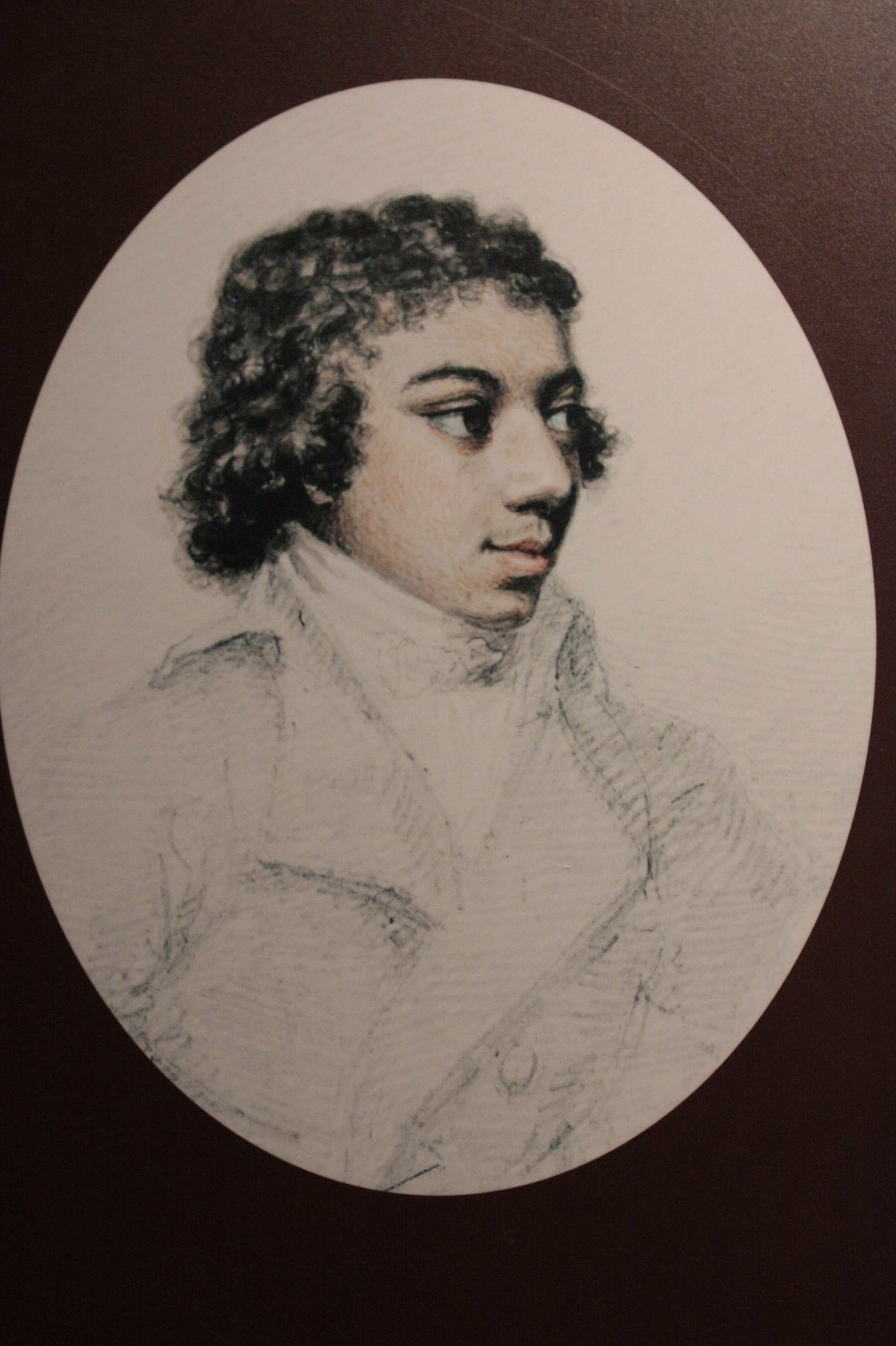
George Bridgetower
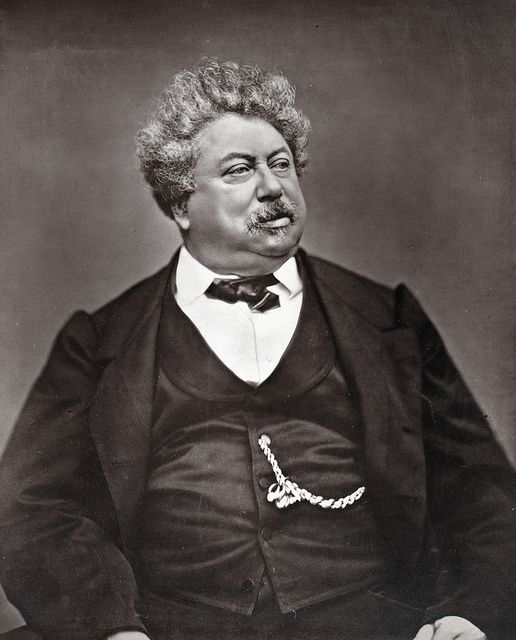
Alexandre Dumas
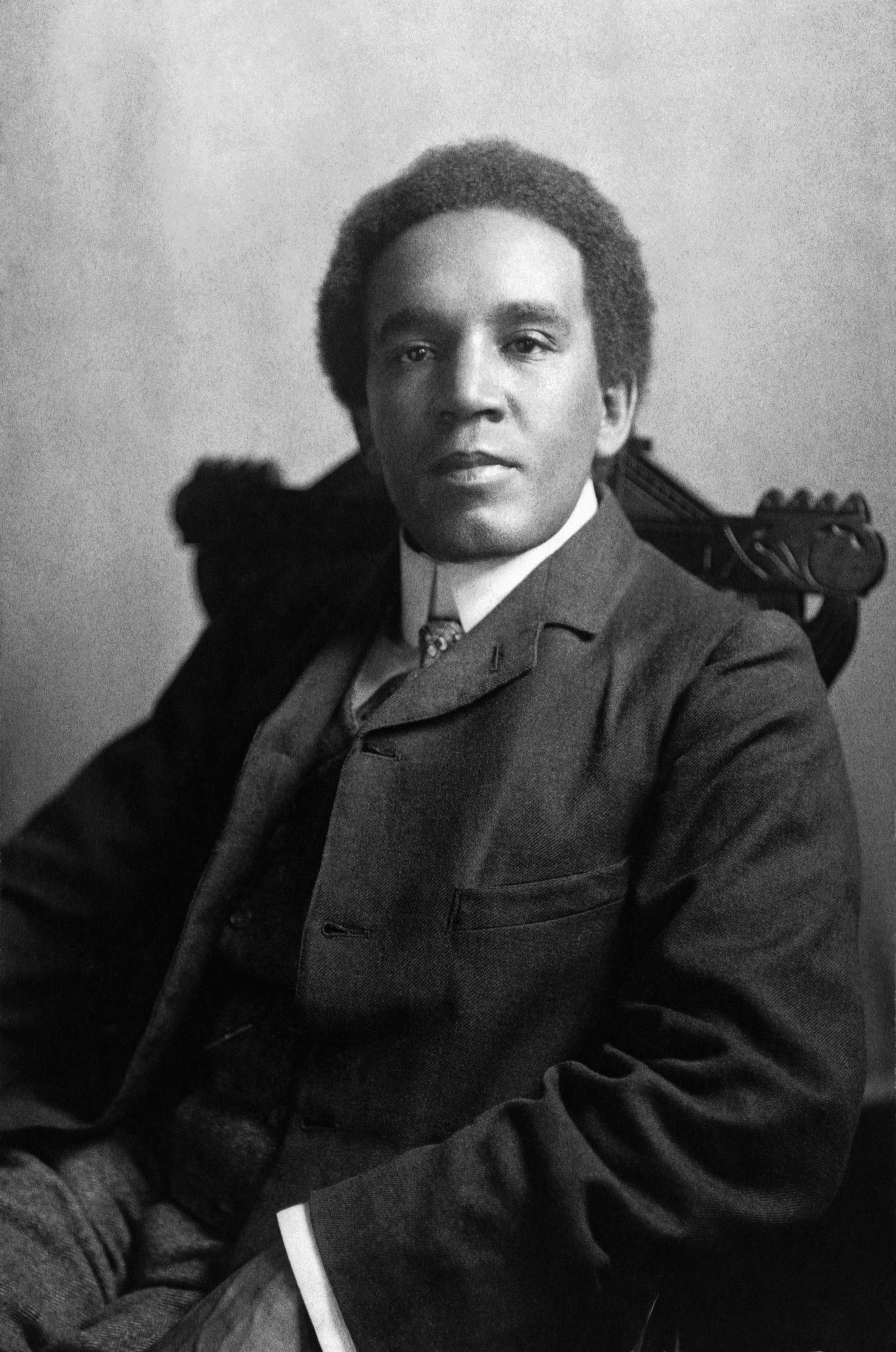
Samuel Coleridge-Taylor
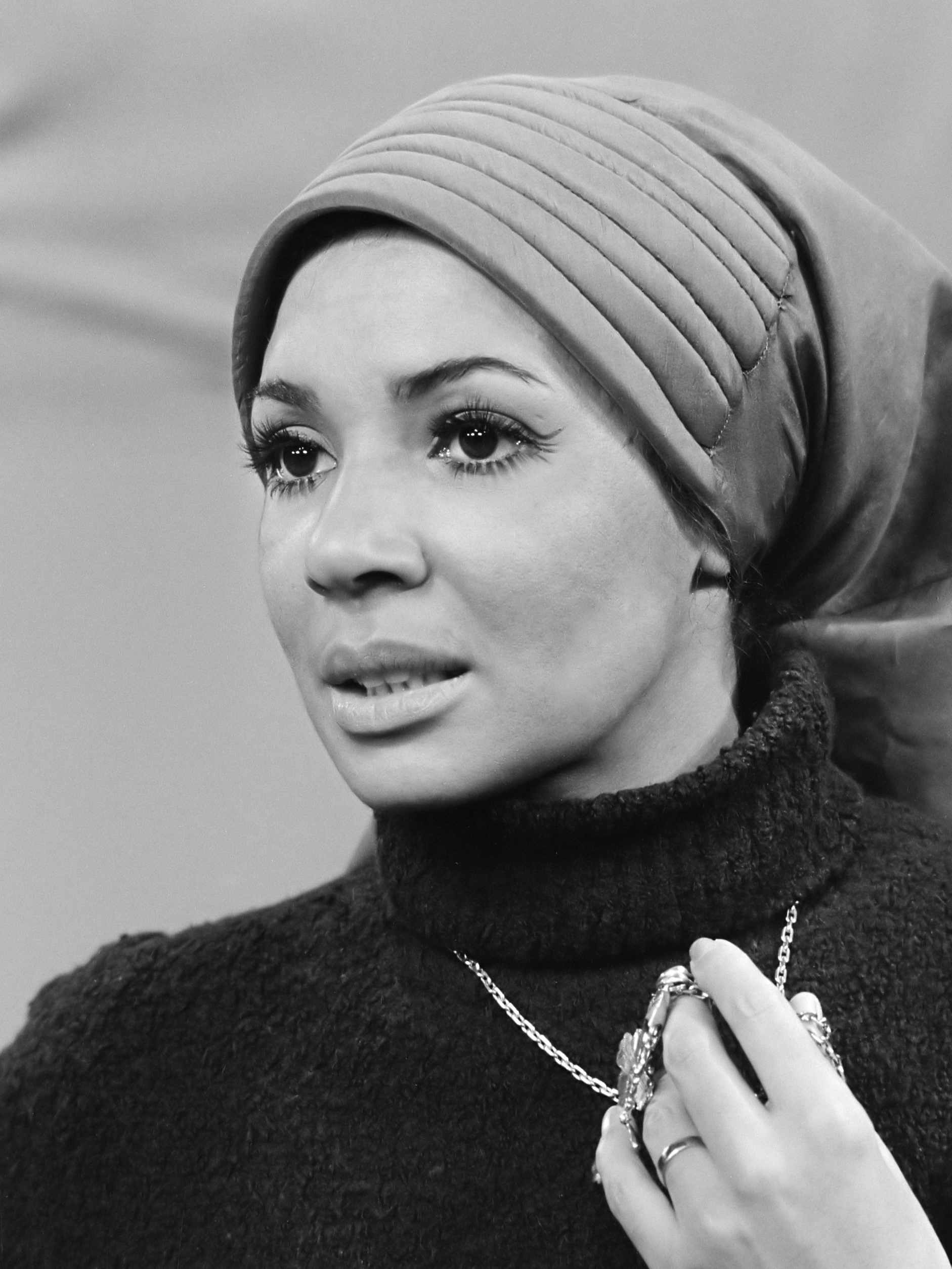
Shirley Bassey
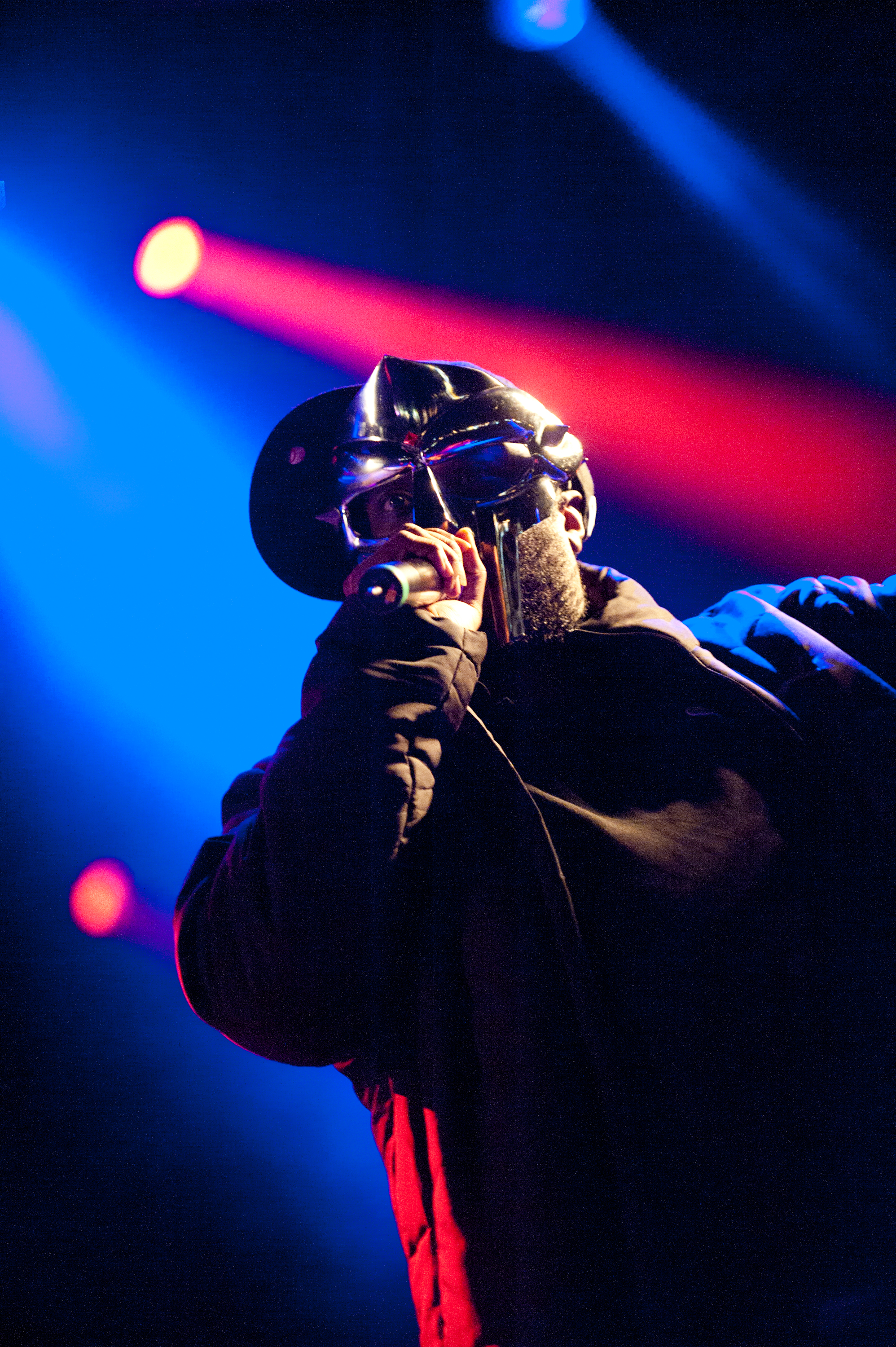
MF Doom
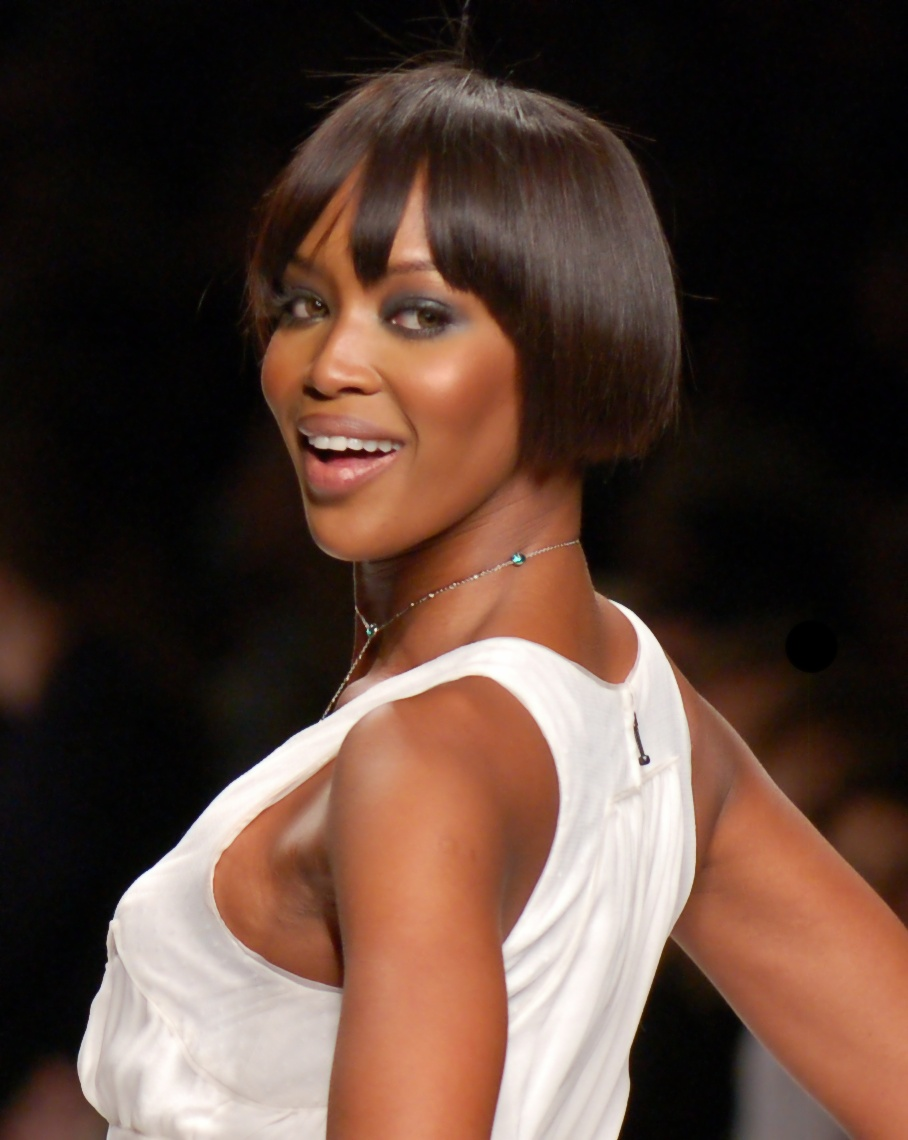
Naomi Campbell
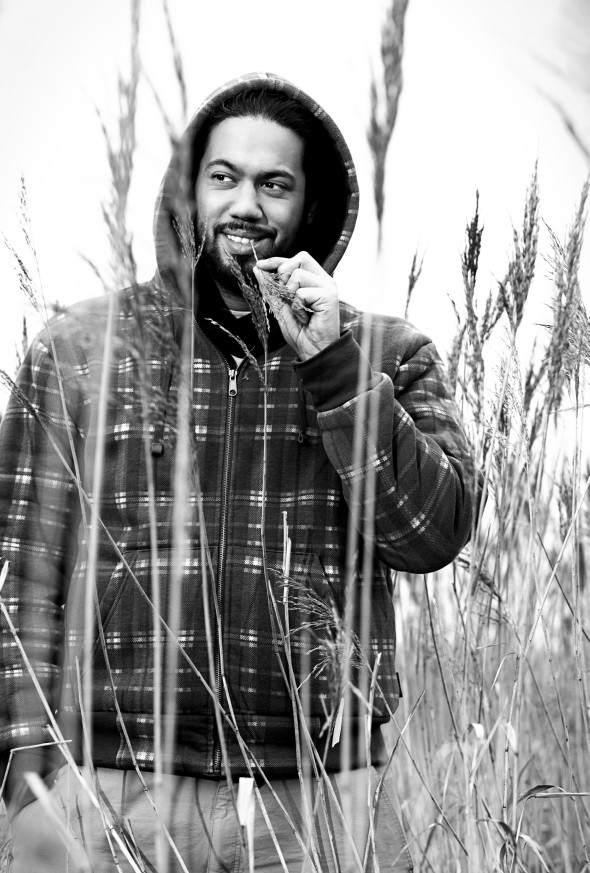
Samy Deluxe

### En el fútbol
Los jugadores de origen africano responden alrededor del 20% de los jugadores de fútbol en varios campeonatos europeos. Hasta hace poco, sin embargo, no había personas de origen africano entre entrenadores o ocupando posiciones administrativas relacionadas con el fútbol. Frank Rijkaard se convirtió en el primer entrenador de un país europeo cuando fue entrenador de la selección neerlandesa de fútbol en 2000 y desde entonces ha sido un entrenador de éxito en España. Recientemente, Pape Diouf, natural de Senegal, fue nombrado presidente del Olympique de Marseille. Harry Roselmack se convirtió en el primer presentador de noticias en la televisión en Francia. Paul Ince se convirtió en el primer gerente de equipo de la Premier League británica (Blackburn Rovers), que fue antes el primer capitán de la selección inglesa de fútbol de origen africano.

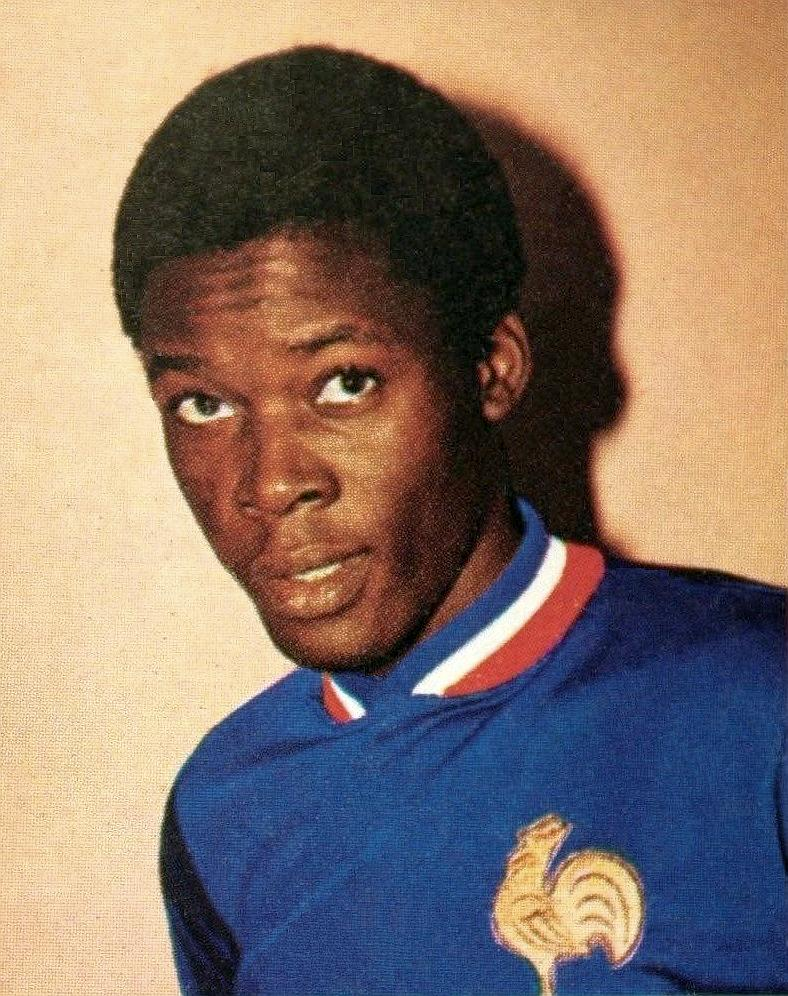
Marius Trésor
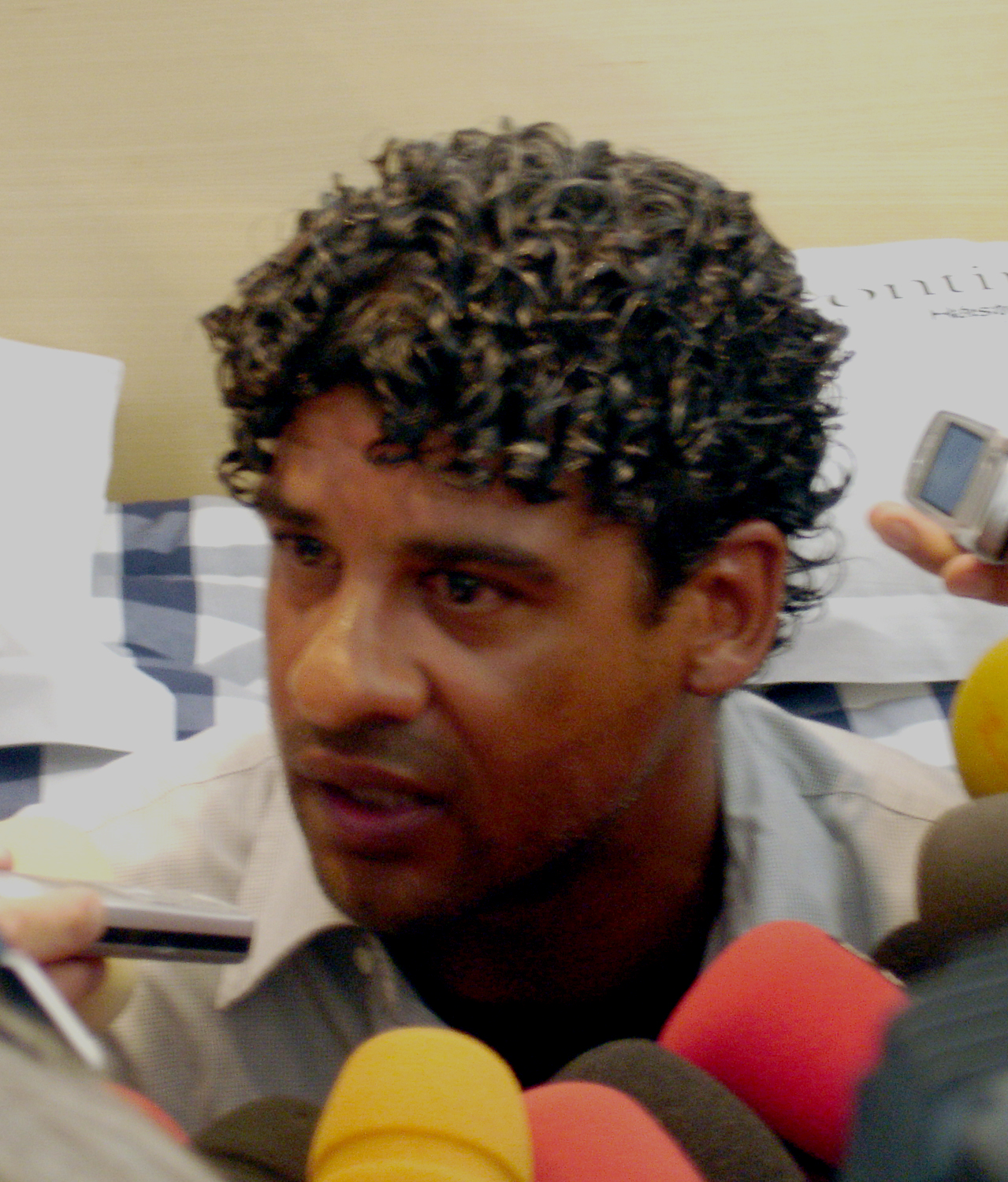
Frank Rijkaard
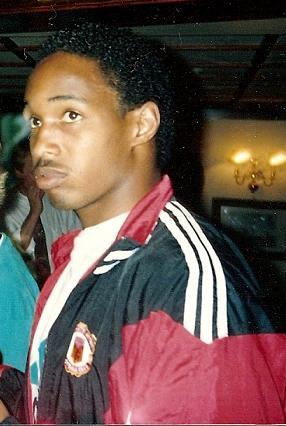
Paul Ince
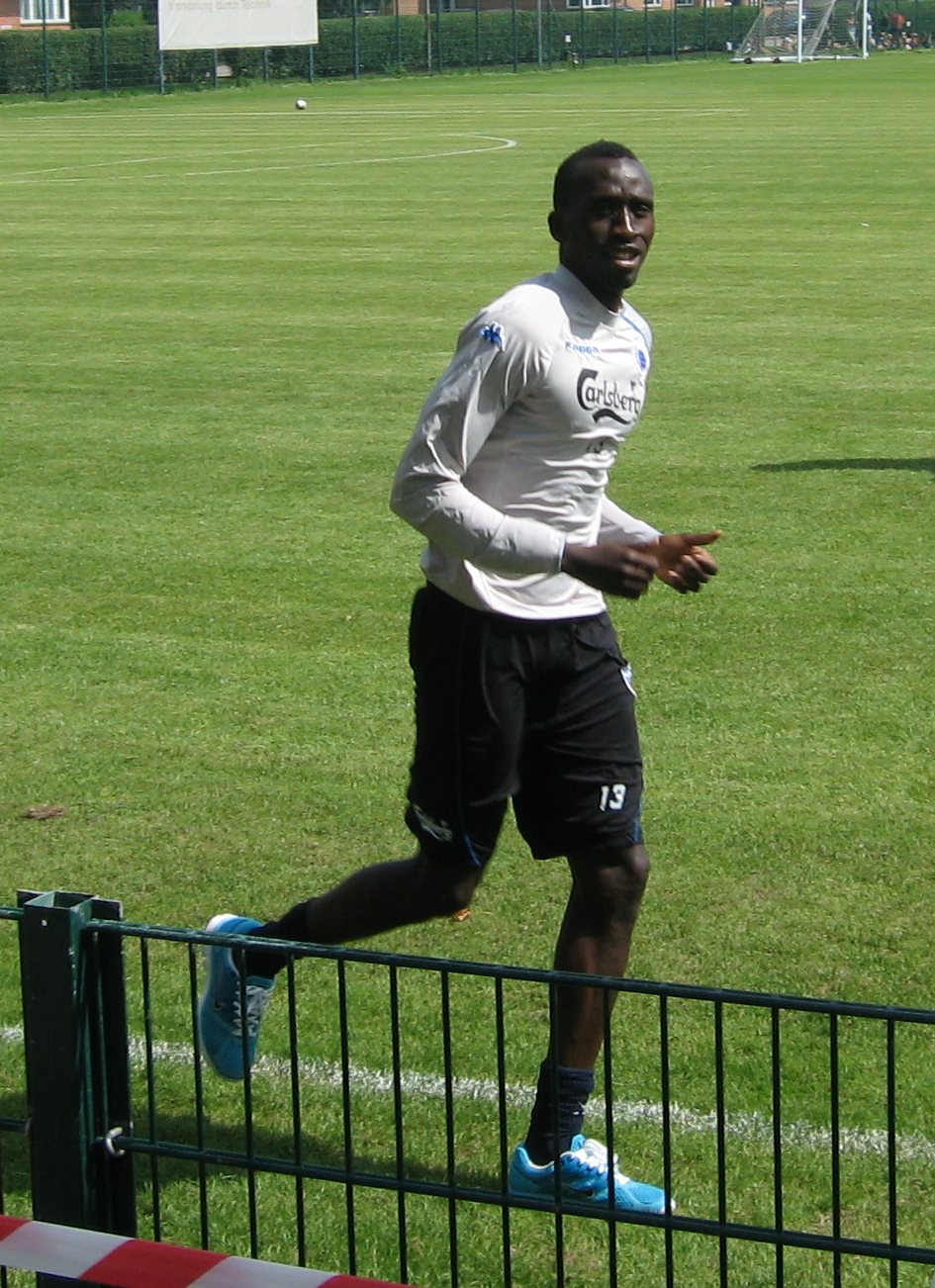
Pape Paté Diouf
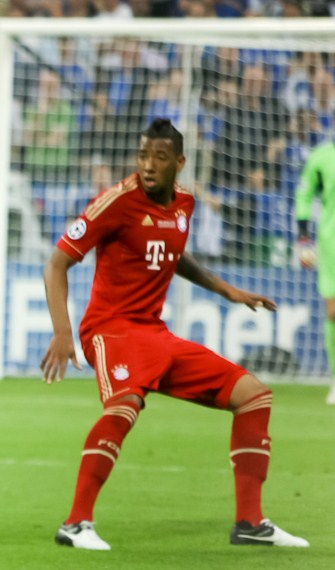
Jérôme Boateng
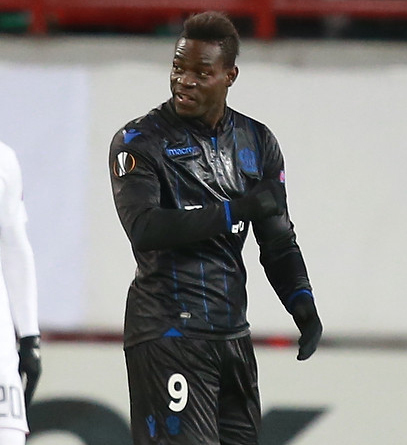
Mario Balotelli
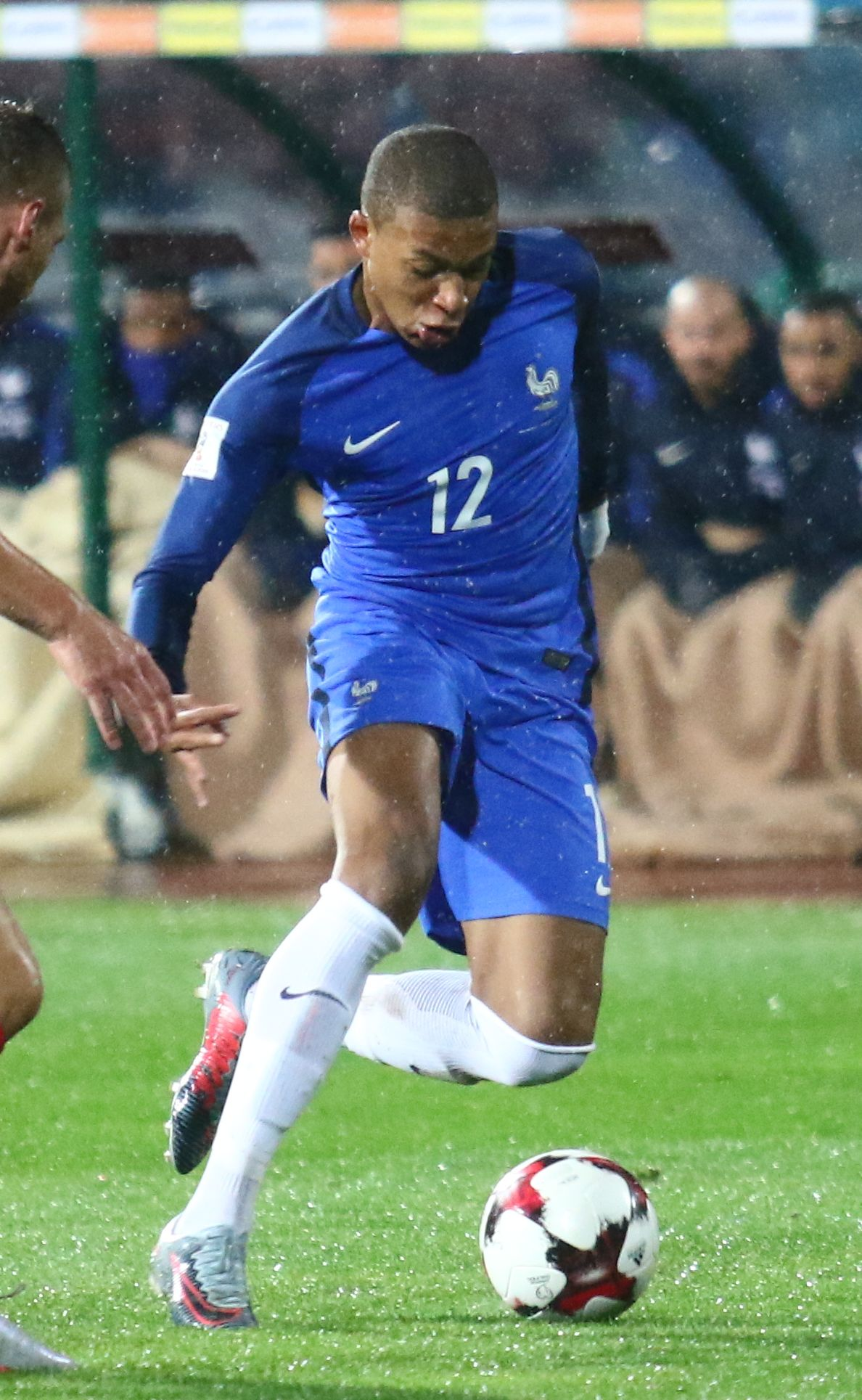
Kylian Mbappé

## Distribución

### Unión Europea
En la Unión Europea hay un registro de 9 millones de personas con ascendencia africana o afro-caribeña. Los Estados con mayor población afro-europea son:
1. Francia: 6-8 millones[1] (la mayoría tiene sus raíces en las antiguas colonias francesas en África, y alrededor de 12.200.000 tienen sus raíces en las islas del Caribe francés)[2][3]
2. España: 1 146 000 (procedentes la mayoría de Guinea Ecuatorial, Nigeria, Senegal)
3. Italia: 650 000
4. Alemania: 529 000
5. Países Bajos: 490 000 (la mayoría son provenientes de la antigua posesión neerlandesa Surinam y las Antillas Neerlandesas, pero también se encuentran comunidades de Cabo Verde y África)
6. Portugal 450 000
7. Bélgica: 410 000 (la mayoría tiene sus raíces en la antigua posesión belga de la República Democrática del Congo y en otros países africanos de habla francesa)
8. Suecia: 301 400 (censo de 2019)
9. Irlanda: 64 640 (censo de 2016)

También se pueden encontrar comunidades africanas o afro-europeas en Austria, Finlandia, Dinamarca, Croacia y Rumania.

### Resto de Europa
Según el censo de 2021, el Reino Unido cuenta con aproximadamente aproximadamente 3,2 millones de afrodescendientes, incluidos los de raza mixta. Suiza y Noruega tienen 114.000 y 115.000 personas de ascendencia africana subsahariana, respectivamente; compuesto principalmente por refugiados y sus descendientes, pero estos son solo los números de migrantes de primera y segunda generación con dos padres de un país diferente. No hay cifras oficiales en Noruega con respecto a los afro-noruegos, ya que no tiene un censo sobre raza o etnia. Sin embargo, Noruega recopila datos sobre migrantes hasta la segunda generación, que pueden usarse para estimar con precisión la población afrodescendiente.